# Kathleen Butler
Pour les articles homonymes, voir Butler.
Kathleen Teresa Blake Butler, née à Bardsea, le 26 septembre 1883 et morte à Cambridge, le 2 mai 1950, est une universitaire britannique. Elle est principale de Girton College de 1942 à 1949.

## Biographie
Kathleen Butler naît à Bardsea (en), petit village situé sur la péninsule de Furness, en Cumbria. Elle est la fille de Theobald FitzWalter Butler, marchand de fer, Deputy Lieutenant du Lancashire et maire de Barrow de 1906 à 1911, et de son épouse Catherine Elizabeth Barraclough. Sa sœur cadette, Eliza Marian Butler (en), également une ancienne élève de Newnham College, est universitaire et germaniste. Un de ses ancêtres était un baron normand d'Irlande, au XIIe siècle. 
Elle a une gouvernante norvégienne, puis fait une partie de sa scolarité secondaire à Hanovre et Paris. Elle s'inscrit au Cambridge Training College for Women en 1907, puis enseigne durant une année à la Stamford High School. Elle reprend ses études au Newnham College en 1909 et obtient une mention très bien aux tripos de langues médiévales et modernes en 1911, puis en philologie italienne et romane en 1913. Elle est enseignante au Royal Holloway College de 1913 à 1915 puis est nommée fellow à Girton College, directrice des études de langues vivantes de 1915 à 1938, puis professeure d'italien de 1926 à 1949. Elle est principale adjointe de Girton de 1936 à 1938. Elle participe à la fondation de la revue Italian Studies en 1937 et dirige le comité d'études italiennes de la Modern Language Association durant plusieurs années. Elle est élue « mistress », c'est-à-dire principale de 1942 à 1949,. Elle repousse d'une année son départ à la retraite à la demande du vice-chancelier de l'université de Cambridge, pour suivre la mise en place de la mesure qui accorde aux jeunes filles le statut d'étudiantes à part entière de Cambridge, avec notamment l'accès aux diplômes universitaires. Elle représente également le collège lors de la remise d'un doctorat honoris causa à Elizabeth Bowes-Lyon en 1948, celle-ci devenant ainsi la première femme ainsi honorée par l'université de Cambridge. 
Elle quitte ses fonctions de principale en 1949, remplacée par Mary Cartwright.
Elle meurt d'une insuffisance rénale à Cambridge le 2 mai 1950 et est inhumée le 8 mai dans le cimetière de Girton.
Ses publications incluent A History of French Literature (2 vol., 1923), avec Henriette Bibas, Les premières lettres de Guez de Balzac, 1618–27 (2 vol., 1933-1934), et une co-édition en italien, avec Barbara Reynolds (en), de Tredici novelle moderne [Treize nouvelles modernes] (1947). Son ouvrage, The Gentlest Art’ in Renaissance Italy: an Anthology of Italian Letters, 1459–1600 est publié à titre posthume en 1954.